# 元彼の遺言状
『元彼の遺言状』（もとかれのゆいごんじょう）は、新川帆立による日本の小説。宝島社主催の「第19回『このミステリーがすごい!』大賞」の大賞を受賞している。（応募時のタイトルは『三つ前の彼』）
亡くなった元彼の残した「僕の全財産は、僕を殺した犯人に譲る」という奇妙な遺言を受け、敏腕弁護士の女性が、依頼人と共謀して巨額の遺産を手にしようとする様が描かれる。
フジテレビ系「月9」枠でテレビドラマ化され、2022年4月11日から6月20日まで放送された（後述）。

## あらすじ
剣持麗子は敏腕弁護士でお金に貪欲。そんな彼女の元彼で大手製薬会社の御曹司・森川栄治が「僕の全財産は、僕を殺した犯人に譲る」などという遺言状を残して亡くなる。栄治の死因はインフルエンザだとされるが、麗子は栄治の友人・篠田から自分が栄治にインフルエンザを感染させた可能性があるから「犯人」になれないかと相談される。
麗子は最初はあまり乗り気でなかったが、遺産が思ったよりも巨額であることが判明したため、多額の成功報酬を獲得するために、篠田を「犯人」に仕立て上げようと奔走し、篠田の代理人として、森川家主催の「犯人選考会」に参加することになる。

## 登場人物

### 主要人物
剣持麗子（けんもち れいこ)
主人公。敏腕弁護士。28歳。大手の山田川村・津々井法律事務所所属。お金に対して貪欲。
ボーナスの大幅減額を言い渡され、「こんな事務所辞めてやる」と事務所を飛び出ている。
栄治の友人・篠田の代理人として、森川家主催の「犯人選考会」に参加する。
森川栄治（もりかわ えいじ)
麗子の大学の先輩。イケメン。麗子とは大学時代に3ヶ月ほど交際して別れている。
森川製薬の御曹司。「僕の全財産は、僕を殺した犯人に贈る」という奇妙な遺言を残して30歳で死亡。
遺産は麗子の調査では時価総額1080億円の株など。重度のうつ病を発症していた。
篠田（しのだ）
麗子の大学時代のゼミの先輩で、今回の事件の依頼人。
栄治とも交流が深く、栄治の30歳の誕生日パーティーに招待され、会いに行っている。
父が小さな貿易会社を経営している。森川家とは家族ぐるみの付き合いがある。

### 森川家と関係者
業界大手・森川製薬の創業者一族。
森川金治（もりかわ かねはる）
栄治の父。森川製薬社長。小ぶりのブルドッグのような容姿で、栄治とは全く似ていない。
森川富治（もりかわ とみはる）
栄治の兄。大学で文化人類学を教えている。栄治とそっくりの美声の持ち主。
森川銀治(もりかわ ぎんじ)
栄治の叔父。金治の弟。YouTuber。
家政婦・美代と結婚の約束をしていたが、美代は森川家から追い出されてしまう。
銀治も森川家には愛想を尽かして家を出てしまっている。
森川真梨子（もりかわ まりこ）
栄治の伯母。金治たちの姉。
森川定之（もりかわ さだゆき）
真梨子の夫。森川製薬専務。新規事業や新薬開発に意欲的。
森川拓未（もりかわ たくみ)
栄治のいとこで、定之の長男。切れ者で野心家。麗子の兄・雅俊は大学のゼミの先輩になる。
森川製薬新規事業課の課長。新薬の開発プロジェクトを進めていた。
森川雪乃（もりかわ ゆきの）
拓未の妻。栄治の「元カノリスト」に記載の数十人の元カノの一人。
森川紗英（もりかわ さえ）
栄治のいとこ。拓未の妹。栄治に思いを寄せていた。少し気性が荒い。
津々井先生（つつい せんせい）
金治の顧問弁護士。60歳手前。山田川村・津々井法律事務所の創設者。麗子の元上司。
平井真人（ひらい まさと）
森川製薬副社長。大株主の外資系投資会社から経営立て直しのために送り込まれた。
大学在学中に創設した会社が成長し、東証マザーズに上場している。

### 栄治の関係者（親族以外）
原口朝陽（はらぐち あさひ）
栄治の担当看護師。信州総合病院勤務。元カノ。麗子に栄治の逝去を連絡している。
浜田先生（はまだ せんせい）
栄治の主治医。信州総合病院勤務。院長選に出馬予定でお金を必要としていたらしい。
村山権太（むらやま げんた）
栄治の顧問弁護士。長野県の「暮らしの法律事務所」に所属。
遺言状を保管した金庫ごと盗まれ、村山も何者かに毒殺されてしまう。
堂上先生（どうじょう せんせい）
獣医。栄治の愛犬バッカスの主治医。おしゃれで優しい。
堂上真佐美（どうじょう まさみ）
堂上先生の妻。栄治の元カノの一人でもある。4年前に病死している。紗英の話では嫌な奴。
堂上亮（どうじょう りょう）
堂上夫妻の息子。5歳。

### 麗子の関係者
剣持雅俊（けんもち まさとし)
麗子の兄。厚労省で新薬認可の関連部署で勤務。
優佳（ゆうか）
雅俊の婚約者。麗子の印象では地味だが可愛らしく良い子。
剣持雅昭（けんもち まさあき)
麗子たちの父。経産省勤務。麗子に似て彫りの深い顔立ち。
剣持菜々子（けんもち ななこ)　
麗子たちの母。
信夫（のぶお）
電子機器メーカーの研究開発職。
1年ほどの交際を経て麗子に求婚したが、婚約指輪が小さくて安物だったため、麗子に席を立たれる。
古川（ふるかわ）
法律事務所での麗子の1年後輩の男性。信夫に同情し、指輪くらいで関係を壊してどうすると麗子に言う。

## 書誌情報
1. 元彼の遺言状（2021年1月8日、宝島社 、ISBN 978-4-299-01236-4）
2. 元彼の遺言状（2021年10月6日、宝島社文庫、ISBN 978-4-299-02122-9）

## テレビドラマ
2022年4月11日から6月20日までフジテレビ系「月9」枠で放送された。主演は月9ドラマ初主演の綾瀬はるか。全11話。
テレビドラマでは、原作の世界観はそのままに、ドラマオリジナルのエピソードを交え、原作とは異なるエンディングを迎える。第3話からは『元彼の遺言状』のシリーズ第3弾『剣持麗子のワンナイト推理』に収録された事件やドラマオリジナル事件が1話完結で描かれている。

### あらすじ（テレビドラマ）
お金に貪欲な敏腕弁護士の剣持麗子は、所属する「山田川村・津々井法律事務所」の上司である津々井君彦から、ボーナスカットを言い渡されたことに憤慨し、事務所を辞めてしまう。そんな麗子に、彼女の元彼で大手製薬会社の御曹司・森川栄治から「森川栄治は永眠しました」という連絡があり、続いて、栄治の友人で栄治が暮らす別荘の管理人であった篠田敬太郎から栄治のことで相談したいと電話が来る。
篠田は、栄治を殺した犯人に仕立ててほしいと言い出す。それは、栄治が「全財産は僕を殺した犯人に相続させる」という遺言を残したためであった。そして、麗子と篠田は、栄治を殺した犯人を決める「犯人選考会」に参加。そんな中、栄治の顧問弁護士であった村山権太が何者かに毒殺され、遺言状が盗まれてしまう。
麗子は、クライアントである篠田を犯人にするために、犯人と交渉の場を持ちたいと言うが、犯人は名乗り出なかった。その後、栄治の遺言状とDNA鑑定書が見つかる。そして、堂上圭は栄治と村山の殺害を認め、殺害の理由は堂上が妻と栄治が不倫をしているのを知ったためと話す。DNA鑑定書は、栄治と亮が実の親子関係であったことを示すもので、堂上の妻が鑑定し、村山に預けていた。
麗子は、栄治がオーナーを務め、村山の死により所長不在だった「くらしの法律事務所」を引き継ぐ。栄治の「しのだをたのんだ」という暗号で書かれた遺言に従い、篠田を雑用係として雇い、後に助手として行動を共にするうち、篠田の置かれた境遇を知り、遺言の真意に気付いていく。

### キャスト

#### 主要人物
剣持麗子（けんもち れいこ）〈36〉
演 - 綾瀬はるか
敏腕弁護士。容姿端麗でスタイル抜群。国内トップクラスの「山田川村・津々井法律事務所」で働いていたが、独立する。
篠田と共謀し、麗子がかつて交際していた栄治の巨額の遺産山分け計画を実行するが、結局失敗に終わる。
「くらしの法律事務所」を村山権太から引き継ぐ。暗号で書かれた栄治からの遺言に従い、篠田とバディとなって、事件を解決していく。
大企業の顧問弁護士など高収入な大型案件を狙うが、町弁的な仕事が多い。
食い意地が張っており、大食いエピソードに事欠かず、津々井から度々呆れられている。
決め台詞は「私、金にならない仕事はしない主義なの!」。ただし、弁護する相手の条件として「依頼人は自分に対して嘘をつかないこと」と決めており、嘘をつかれた場合は高額な案件であっても断っている。
篠田の冤罪を晴らすことが栄治の遺言の真意と悟り尽力する。
篠田敬太郎（しのだ けいたろう）〈43〉
演 - 大泉洋
栄治の友人。栄治が暮らす別荘の管理人として、病気がちな栄治の世話をしていた。料理が得意。
栄治の死後は麗子と共謀して栄治の遺産を狙い、「犯人」になりすまそうとした。
その後、麗子と行動を共にする「相棒」となる。ミステリー作家を目指しており、事件をミステリー小説に絡めて推理することが多い。
しかし、麗子の調査で「篠田敬太郎」は既に故人であることが判明する。篠田の本名は「田中守」という元料理人で、6年前の「十ヶ浜強盗殺人事件」の容疑者として嫌疑をかけられたため、各地を転々とするうち、3年前に軽井沢で栄治に拾われ別荘管理人となる。「OBの篠田敬太郎」として振る舞うように勧めたのも栄治だった。
森川栄治（もりかわ えいじ）〈36〉
演 - 生田斗真
森川金治の次男で剣持麗子の元彼。「僕の全財産を僕を殺した犯人に譲る」という奇妙な遺言を遺す。
持病が悪化して別荘で療養していたが、自室のロッキングチェアにもたれたまま死亡してしまう。
森川紗英（もりかわ さえ）〈27〉
演 - 関水渚
自分の感情に素直な性格。従兄の栄治に幼少期から思いを寄せていた。
栄治の死後は、栄治がオーナーだった「くらしの法律事務所」を「うちの事務所」と呼んで頻繁に訪れ、事件の解決に繋がる情報を教えたり、差し入れをしたり、調査に同行するなど、オーナー代行的に自由に振る舞う。
津々井君彦（つつい きみひこ）〈62〉
演 - 浅野和之
麗子が所属していた「山田川村・津々井法律事務所」の創業者。麗子の元上司。
独立した麗子を引き戻そうとしたが、失敗している。その後も何度も麗子の前に姿を現し憎まれ口を叩くが、麗子の実力を高く買っており、彼女の依頼で協力することもある。

#### 栄治の関係者
森川富治（もりかわ とみはる）〈42〉
演 - 生田斗真（一人二役）
栄治の兄。大学准教授。
栄治とよく似た容姿であるため、人違いされることが多い。生まれつき重い血液の病気を患っていた。
原口朝陽（はらぐち あさひ）〈30〉
演 - 森カンナ
看護師。栄治の元カノ。内気な性格。生前、病弱な栄治の身の回りを世話していた。
森川雪乃（もりかわ ゆきの）〈35〉
演 - 笛木優子
拓未の妻。栄治の元カノ。紗英からは執拗にかみつかれているが一切相手にしていない。
森川拓未（もりかわ たくみ）〈37〉
演 - 要潤
栄治の従兄。専務派で、社長からは目の敵にされている。
新薬開発事業の中心となり取り組んでいる。気が短く横柄な態度が目立つ。
堂上圭（どうじょう けい）〈39〉
演 - 野間口徹
獣医師。栄治の愛犬・バッカスの主治医。栄治は幼少期からの友人である。
栄治の遺言により別荘とバッカスを譲り受ける。
栄治と不倫した妻とは4年前に離婚している。栄治と村山を殺害する。
堂上亮（どうじょう りょう）
演 - 白髭善
堂上圭の息子。DNA鑑定により、栄治と堂上圭の妻との子であることが判明する。
森川金治（もりかわ かねはる）〈66〉
演 - 佐戸井けん太
森川製薬社長。栄治の遺言により見ず知らずの部外者に遺産が渡ることに立腹している。
村山権太（むらやま げんた）〈72〉
演 - 笹野高史
栄治の顧問弁護士。「くらしの法律事務所」所属。質素で慎ましい町弁。
栄治から奇妙な遺言状を託され、醜い相続争いの渦中で奮闘するものの、何者かに金庫に保管していた遺言書の原本を盗まれた上、毒殺されてしまう。
森川真梨子（もりかわ まりこ）〈64〉
演 - 萬田久子
森川製薬専務。金治の妹。
新薬の鎮痛剤の開発に取り組み、再来年の発売を目指している。金治とは覇権争いで犬猿の仲。

#### その他
神田フミオ（かんだ フミオ）
演 - ト字たかお
「くらしの法律事務所」がある建物の1階の古書店「オリエント文庫」の店主。
橘五郎（たちばな ごろう）
演 - 勝村政信（第3話 - 最終話）
警視庁捜査一課刑事。
松田大樹（まつだ だいき）
演 - 古屋呂敏（第3話 - 最終話）
警視庁捜査一課刑事。橘のバディ。
黒丑益也（くろうし ますや）
演 - 望月歩（第3 - 8話、最終話）
ホストクラブ「戦国」のワケありホスト。源氏名は「武田信玄」。
殺人容疑をかけられた事件を麗子が解決したことがきっかけで「くらしの法律事務所」に出入りするようになる。

#### ゲスト

##### 第1話
山本（やまもと）
演 - 岩崎う大 （かもめんたる）
法律事務所での麗子の同僚弁護士。
黒田（くろだ）
演 - 矢柴俊博
麗子のクライアントであるマンダレイ証券のパワハラ訴訟での相手方弁護士。
山内（やまうち）
演 - 菊池均也（第2話）
浅間警察署・刑事。
柏原（かしはら）
演 - 是近敦之（第2話）
浅間警察署・刑事。
栗田知世（くりた ともよ）
演 - 鶴あいか（第2話）
刺殺された美人で優秀な弁護士。

##### 第2話
スクラップ業者
演 - 柾賢志

##### 第3話
進藤昌夫（しんどう まさお）
演 - 画大
殺害された進藤不動産社長。先祖の代から秋須坂一帯の地主で、その土地一帯を常國建設に売却するために、黒丑らに立ち退きを迫っていた。
尾形雄一（おがた ゆういち）
演 - おかやまはじめ
関東理科大学で教鞭を執る教授。進藤昌夫を殺害する。
上杉真美（うえすぎ まみ）
演 - 佐々木春香
乗車前のアルコール検査に引っかかり社長に暴行した女性ドライバー。
斉藤（さいとう）
演 - 鬼塚俊秀
常國建設の秋須坂商店街再開発担当者。黒丑らが住んでいる住宅地一帯にショッピングモールを建設しようとしていた。

##### 第4話
秦野廉（はたの れん）
演 - 宮田早苗
篠田が敬愛する女性ミステリー作家。看板作品はパティシエ探偵「胡桃沢啓二シリーズ」。その最新作を発表する記者会見で人を殺してしまったと告白する。
清宮希（きよみや のぞみ）
演 - 白鳥玉季
清宮加奈子の娘。
清宮加奈子（きよみや かなこ）
演 - 中島亜梨沙
清宮浩平の妻。夫を殺してしまったと警察に出頭する。
清宮浩平（きよみや こうへい）
演 - 岩永ひひお
絞殺された清宮加奈子の夫。
吉村（よしむら）
演 - 夙川アトム
白河出版で秦野廉の担当編集者。
水村（みずむら）
演 - 渡辺早織
白河出版・受付嬢。
TJS NEWS コメンテイター
郷田達郎（ごうだ たつろう）
演 - 難波圭一
弁護士。アクセ総合法律事務所代表。
滝川美代（たきがわ みよ）
演 - 加茂美穂子
東京中央大学 法科大学院 客員准教授。
橋本雄一郎（はしもと ゆういちろう）
演 - 中野マサアキ
弁護士。鎌仲総合法律事務所。

##### 第5話
真梨邑礼二（まりむら れいじ）
演 - 藤本隆宏
投資会社「M&Sキャピタル」の代表取締役。
庄司健介（しょうじ けんすけ）
演 - 髙橋洋
投資会社「M&Sキャピタル」の共同代表。真理邑とは大学時代に出会って、一緒に会社を立ち上げた仲。
秘書
演 - 近藤春菜（ハリセンボン）
投資会社「M&Sキャピタル」の秘書。
浜野美咲（はまの みさき）
演 - 遊井亮子
アクアショップ「ハマノ」経営者。1週間前に夫が溺死した。
久野文也（ひさの ふみや）
演 - 芝崎昇
投資家で「M&Sキャピタル」の顧客。毒殺された。

##### 第6話
森蘭丸 / 栗花落海斗（もり らんまる / つゆり かいと）
演 - 味方良介
同僚の殺害容疑をかけられた、ホストクラブ「戦国」のナンバー2ホスト。
織田信長（おだ のぶなが）
演 - 土井一海
ホストクラブ「戦国」のナンバー1ホスト。殺害された。
柴田勝家（しばた かついえ）
演 - 入野自由
ホストクラブ「戦国」のナンバー3ホスト。
木下雄一郎（きのした ゆういちろう）
演 - 尾上寛之
教会の神父。実は元ヤクザで、詐欺恐喝の罪で2年ほど服役していた前科があったが、服役中に子供が産まれてからは堅気になって信仰の道に入った。だが、その子供は7年前に亡くなっている。
栗花落礼子（つゆり れいこ）
演 - 赤間麻里子
栗花落ホールディングスCEO。海斗（森蘭丸）の母親。

##### 第7話
山谷典子（やまや のりこ）
演 - 高田聖子
ホスト・武田信玄（黒丑益也）の「太客」の一人。
武藤利夫（むとう としお）
演 - 谷川昭一朗
ヒグマ食品総務部長。
木村崇（きむら たかし）
演 - 川島潤哉
ヒグマ食品商品開発部。香澄とは同期でかつて同じ商品開発部であった。
小野香澄（おの かすみ）
演 - 西山繭子
ヒグマ食品社員食堂の責任者。
平井茜（ひらい あかね）
演 - 三戸なつめ
ハヤテ自動車の元従業員。電車内で津々井に痴漢されたと訴える。津々井が過去に代理人として関わった集団訴訟の関係者。
若松毅（わかまつ たけし）
演 - 三浦誠己
KMT法律事務所・弁護士。平井茜の代理人。ハヤテ自動車の集団訴訟の件でも茜らの弁護をしていた。
徳丸浩次（とくまる こうじ）
演 - 名村辰
ヒグマ食品社員食堂スタッフ。

##### 第8話
西園寺渉（さいおんじ わたる）
演 - 駿河太郎
西園寺家の長男。西園寺製鉄に勤務しているが、親のすねかじりで全然働いていないため、周囲からは「給料泥棒」と非難されている。
西園寺恭介（さいおんじ きょうすけ）
演 - 石垣佑磨
西園寺家の次男。今は家を出ており、一蔵が亡くなった騒ぎが起きた時も遺産のことで渉と揉めていた。
西園寺一蔵（さいおんじ いちぞう）
演 - 金田明夫
西園寺製鉄の社長。サクさんらホームレスの人たちとは亡き妻と炊き出しのボランティアをしていた時に知り合った。
星矢（ほしや）
演 - 吉田ウーロン太
警視庁・鑑識官。
サクさん
演 - 茂木和範
西園寺製鉄が管理する河原に住むホームレス男性。西園寺邸の浴室で遺体となって発見される。

##### 第9話
小笠原仁美（おがさわら ひとみ）
演 - 田山涼成（回想）
実業家。「十ヶ浜強盗殺人事件」の被害者。
6年前、リストランテ「プロメッサ」で開かれた自身主催の立食パーティーで刺殺された。
生前は違法スレスレの高利貸しで莫大な財を成しており、生まれ故郷の十ヶ浜に戻ってからも金貸しを続けていたが、実態は土地を担保にお金を貸し、言うことを聞かない住民に執拗に取り立てを行う闇金そのものであった。6年前はこの町にリゾートホテルを建設するために、住民に立ち退きをさせようとしていた。
十ヶ浜町の住人
小笠原主催の立食パーティーの参加者。10年前に直撃した台風により、半数以上の人が小笠原からお金を借りており、彼の横暴なやり方に苦しめられている。返済できずに担保の土地を奪われて、十ヶ浜から追い出された者、精神的に追い詰められて心中した者も少なくない。麗子曰く地元の漁業組合や商業組合は全て小笠原の言いなりであった。
滝沢美月（たきざわ みづき）
演 - 成海璃子（第10話）
6年前に起きた「十ヶ浜強盗殺人事件」の重要参考人。事件当時も現在も、現場となったリストランテ「プロメッサ」のホールスタッフ。
高瀬悟志（たかせ さとし）
演 - 東根作寿英（第10話）
十ヶ浜町唯一の医療機関、高瀬診療所院長。町民たちから尊敬される誠実な医師。
小笠原を恨み彼の殺害に関与したが篠田に罪を着せたことに責任を感じ入水自殺する。
亀田新一（かめだ しんいち）
演 - 勝矢（第10話）
亀田旅館主人。喘息持ちの娘がおり高瀬には恩を感じている。
篠田に対する心ない言葉に腹を立てた麗子に他の町民たちと共に一喝される。
藤巻純（ふじまき じゅん）
演 - 遠山俊也（第10話）
リストランテ「プロメッサ」のオーナーシェフ。
瀬戸（せと）
演 - 金井勇太（第10話）
酒店店主。
元教師
演 - 野村信次（第10話）
居酒屋の店主
演 - 森喜行（第10話）
クリーニング屋の店主
演 - 狩野謙（第10話）
弁当屋の店主
演 - 神崎孝一郎（第10話）
漁師
演 - 小山かつひろ（第10話）、豊田一也（第10話）、佐藤旭（第10話）、古川真司（第10話）、松村明（第10話）
漁業組合の職員
演 - 若林幸樹（第10話）
中居
演 - 美谷和枝（第10話）
農家
演 - 松田真知子（第10話）

##### 第10話
三瀬義孝（みせ よしたか）
演 - 八嶋智人
主任検事のエース。
裁判長
演 - 正名僕蔵

##### 最終話
編集者
演 - 平子祐希（アルコ&ピース）
篠田の小説を酷評した黒河出版の編集者。
車崎透（くるまざき とおる）
演 - 阿南健治
ウメ出版の編集者と名乗り、篠田に自費出版を持ちかけて300万円を騙し取った出版詐欺師。
さちよ
演 - 阿南敦子
車崎と共犯の詐欺師。嘘の証言で麗子を逮捕・勾留させる。
ホスト・武田信玄（黒丑益也）の最大の「太客」で、バースデーケーキの中に300万円のダイヤを忍ばせる。
嶺村信一（みねむら しんいち）
演 - 螢雪次朗
大臣経験のある衆議院議員。裏金の3億円が紛失したため、紗英に秘密裏に捜索を依頼する。
佐久間進（さくま すすむ）
演 - 脇知弘
嶺村信一の秘書。嶺村の秘蔵っ子。肥満体質。NPO法人「健康促進クラブ」の創設者で代表。毎週金曜日、泰司と一緒にメタボ対策クラスに通う。
嶺村泰司（みねむら たいじ）
演 - 草野イニ
嶺村信一の長男で秘書。政治には興味がない。肥満体質。「健康促進クラブ」メタボ対策クラス会員。
遠山聡子（とおやま さとこ）
演 - 三倉茉奈
嶺村信一の秘書。昨年秘書として雇われたばかり。腰痛持ち。「健康促進クラブ」腰痛改善クラス会員。
記者
演 - 遊佐亮介
秘書達に協力して嶺村信一の裏金献金疑惑を暴く肥満体質の記者。「健康促進クラブ」に通い情報交換する。
メタボ対策クラス会員
演 - しんき（ラムネギッシュ18）、小柳翔・義江和也（小柳義江）、河合恭嗣、関口ジョニーズ、大谷貴文、諸岡悦久、薪子・しおたむ（梵天） ほか

### スタッフ
- 原作 - 新川帆立『元彼の遺言状』『剣持麗子のワンナイト推理』（宝島社）
- 脚本 - 杉原憲明、小谷暢亮、中園勇也
- 演出 - 鈴木雅之、澤田鎌作、西岡和宏
- 音楽 - 川井憲次
- 法律監修 - 山崎健介（ノーサイド法律事務所）、阪口采香（イージス総合法律事務所）
- 警察監修 - 大澤良州（オフィス・ゴッホン）
- プロデューサー - 金城綾香、宮﨑暖
- 制作　著作 - フジテレビ

### 放送日程
| 話数                                                                        | 放送日  | サブタイトル                                                   | 脚本              | 演出     | 視聴率 |
| --------------------------------------------------------------------------- | ------- | -------------------------------------------------------------- | ----------------- | -------- | ------ |
| 第1話                                                                       | 4月11日 | 殺人犯が全財産を相続!? 遺言状ミステリーが遂に開幕              | 杉原憲明          | 鈴木雅之 | 12.1%  |
| 第2話                                                                       | 4月18日 | 超敏腕女弁護士が暴く殺人犯の目的! 150億の行方は!?              | 杉原憲明          | 澤田鎌作 | 10.3%  |
| 第3話                                                                       | 4月25日 | 最強バディが新しい事件に! 家族が消える家? 撲殺死体と灰の謎は…  | 小谷暢亮          | 澤田鎌作 | 10.3%  |
| 第4話                                                                       | 5月02日 | 超人気作家の激白! しかし、新たに実行犯を名乗る人物が現れ…      | 杉原憲明 中園勇也 | 西岡和宏 | 09.0%  |
| 第5話                                                                       | 5月09日 | 篠田の謎が動き出す! 栄治との出会い…!? 元彼の真意とは           | 杉原憲明          | 鈴木雅之 | 08.6%  |
| 第6話                                                                       | 5月16日 | 開始1分で犯人が分かる!? 遂に明かされる篠田の正体は…            | 小谷暢亮          | 西岡和宏 | 07.9%  |
| 第7話                                                                       | 5月23日 | 同時多発する不可解な事件…篠田がついに正体を明かす?             | 杉原憲明          | 澤田鎌作 | 08.6%  |
| 第8話                                                                       | 5月30日 | 遂に最終章! 殺人犯篠田の過去は…!? 遺言状事件再び勃発           | 中園勇也          | 西岡和宏 | 08.7%  |
| 第9話                                                                       | 6月06日 | 最強バディ最後の事件へ…篠田の冤罪晴らせる!? 港町に隠された悪意 | 小谷暢亮          | 鈴木雅之 | 08.0%  |
| 第10話                                                                      | 6月13日 | ついに完結! 篠田の冤罪は…最強バディの行く末                    | 杉原憲明          | 鈴木雅之 | 08.8%  |
| 最終話                                                                      | 6月20日 | 麗子失踪編! 無実の篠田、自由の身に…! 最後の謎は僕が解く        | 杉原憲明          | 西岡和宏 | 08.1%  |
| 平均視聴率 9.1%（視聴率はビデオリサーチ調べ、関東地区・世帯・リアルタイム） |         |                                                                |                   |          |        |